# 神戸ブルーポート
神戸ブルーポート（こうべブルーポート、Kobe Blueport）は、2003年オープンの神戸のライブハウス。

## 概要
三宮の北に位置する。会場を貸すだけでなく、レコーディング施設も貸し出しており、関西だけでなく他地域からの利用者も多い。およそ年間200回程度のライブが開かれているほか、阪神間の大学の音楽系サークルが練習場所として借りるケースも多い。

## 施設概要
- オールスタンディング（約200人）、シーティング、自由なレイアウトも可能